# Rolands Broks
Rolands Broks (ur. 18 maja 1969 w Rydze) – łotewski adwokat i polityk, w latach 2010–2011 minister oświaty i nauki w rządzie Valdisa Dombrovskisa.

## Życiorys
W latach 1987–1992 studiował na Wydziale Prawa Uniwersytetu Łotewskiego, po czym pracował jako adwokat w Rydze. W 1994 założył kancelarię adwokacką „Broks & Partneri”, którą prowadził do 2008.
Został członkiem Łotewskiego Związku Rolników, z ramienia tej partii ubiegał się o mandat radnego Rygi w wyborach w 2009, następnie zaś o mandat poselski w wyborach w 2010.
W latach 2002–2007 pracował jako doradca ds. prawnych ministra zabezpieczenia społecznego (w latach 2006–2007 również w resorcie oświaty i nauki). W latach 2007–2010 pełnił funkcję sekretarza stanu w Ministerstwie Oświaty i Nauki, zaś 3 listopada 2010 stanął na czele tego resortu w rządzie Valdisa Dombrovskisa. Funkcję tę pełnił do 25 października 2011.
Zasiadł także we władzach klubu sportowego Kārķi. Żonaty, ma dwoje dzieci.